# リヴァローロ・デル・レ・エドゥニーティ
リヴァローロ・デル・レ・エドゥニーティ（伊: Rivarolo del Re ed Uniti）は、イタリア共和国ロンバルディア州クレモナ県にある、人口約1,800人の基礎自治体（コムーネ）。

## 地理

### 位置・広がり

#### 隣接コムーネ
隣接するコムーネは以下の通り。括弧内のMNはマントヴァ県所属を示す。
- カザルマッジョーレ
- カステルディドーネ
- リヴァローロ・マントヴァーノ (MN)
- サッビオネータ (MN)
- スピネーダ

### 気候分類・地震分類
気候分類では、zona E, 2388 GGに分類される。
また、イタリアの地震リスク階級 (it) では、zona 3 (sismicità bassa) に分類される。

## 行政

### 分離集落
リヴァローロ・デル・レ・エドゥニーティには、以下の分離集落（フラツィオーネ）がある。
- Breda Azzolini, Brugnolo, Villanova